# Ryūtarō Hashimoto
Ryūtarō Hashimoto (橋本 龍太郎, Hashimoto Ryūtarō, né le 29 juillet 1937 et mort le 1er juillet 2006 à Tokyo), est un homme d'État japonais. Membre du Parti libéral-démocrate, il fut Premier ministre du Japon du 11 janvier 1996 au 30 juillet 1998.

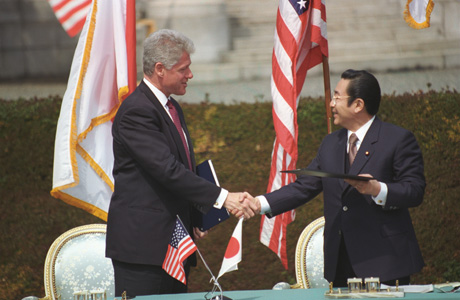
Ryūtarō Hashimoto et Bill Clinton en 1996 réaffirmant l'alliance entre leurs deux nations.

Il est né dans la ville de Sōja, dans la préfecture d'Okayama. Il devint ministre de la Santé, puis ministre des Transports et ministre du Commerce international et de l'Industrie en 1994.

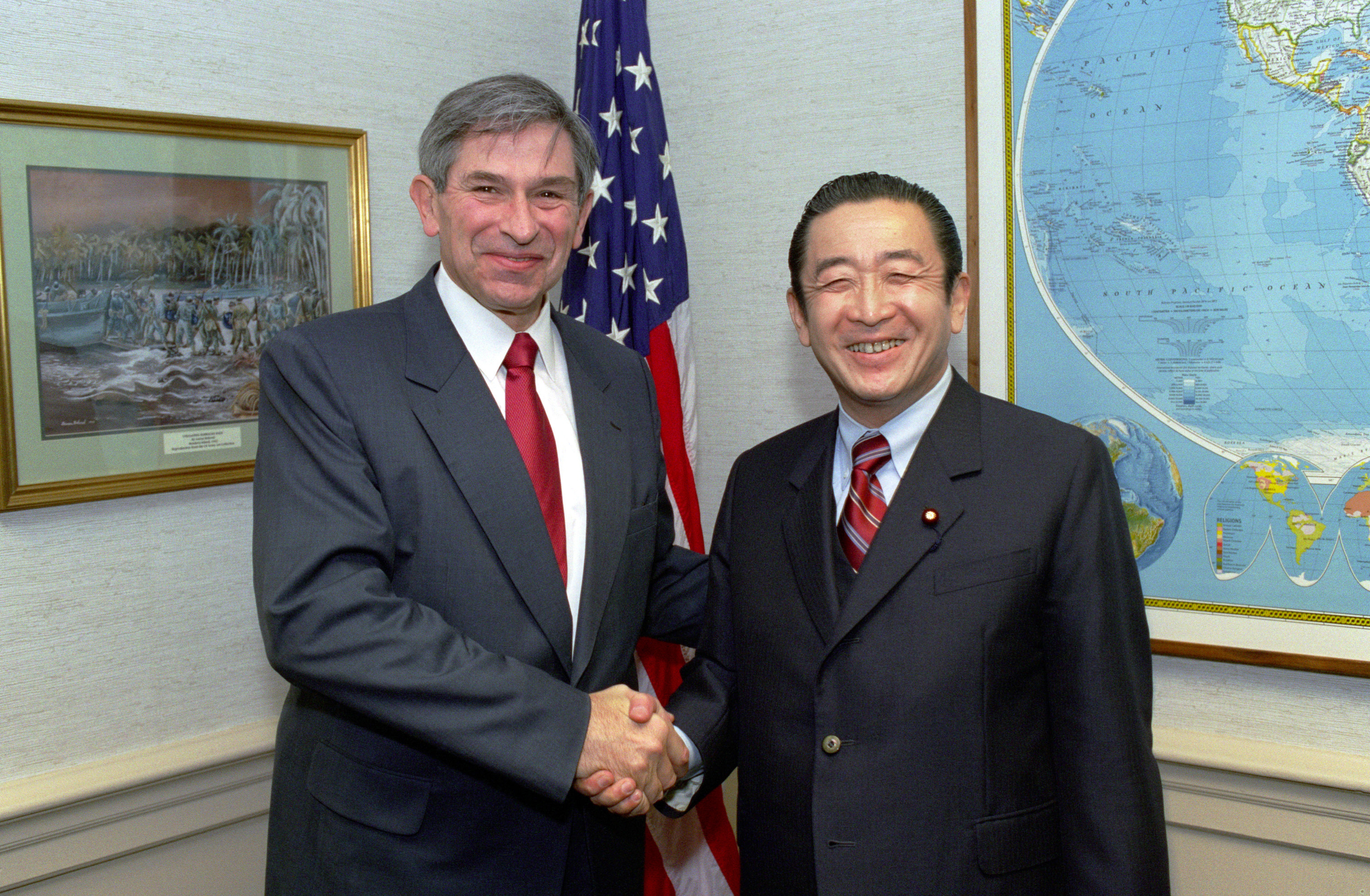
Ryūtarō Hashimoto et Paul Wolfowitz en octobre 2002 au Pentagone.